# Osmaniürt
Osmaniürt (en rus: Османюрт) és un poble de la república del Daguestan, a Rússia. Segons el cens del 2010 tenia 2.598 habitants.